# Douglas DC-2
Douglas DC-2 byl dvoumotorový dopravní letoun zalétaný 11. května roku 1934 (sériové číslo 1237, NC-13711); soutěžil s letounem Boeing 247.
Letoun vycházel z prototypu DC-1 s několika úpravami (delší trup, 14 míst pro cestující, silnější motory). Letoun jako první koupila společnost TWA; stroj zaujal i ostatní americké dopravce a TWA následovaly. Letouny pro evropské zákazníky (KLM 21 letounů, LOT DC-2B s motory Bristol Pegasus VI, Swissair 6 strojů, CLS a LAPE) se montovaly ve firmě Fokker v Nizozemsku, kde z dílů dodávaných z USA vzniklo 39 letounů. Jednu DC-2 (s. č. 1413, URSSM-25) zakoupil Sovětský svaz ke studijním a zkušebním účelům, v březnu 1934 zakoupilo licenci Japonsko. Jeden vzorový stroj byl dodán v dílech a pět DC-2 vyrobila společnost Nakadžima Hikóki K. K.
I když byl letoun později zastíněn úspěšným následníkem DC-3, tak byl první letoun, který ukázal, že pasažér může cestovat pohodlně a spolehlivě. Na důkaz toho se první letoun společnosti KLM (DC-2 PH-AJU) účastnil závodu MacRobertson Air Race mezi Londýnem a Melbourne. Z dvaceti účastníků dorazil druhý za letounem de Havilland DH.88. Cesta letounu DC-2 trvala 90 h a 13 min, ve vzduchu byl 81 h a 10 min.

## Použití v Československu
Celkem pět strojů DC-2 bylo používáno i společností ČLS (Československá letecká společnost). První dvě letadla DC-2 (s. č. 1581, OK-AIA a s. č. 1582, OK-AIB) dopravce získal v roce 1936 a nasadil na lince Praha – Vídeň a Praha – Amsterdam. Letadlo OK-AIA však bylo 20. dubna 1936 zničeno při přistávání v nepříznivém počasí při prvním letu pod ČLS. Už koncem roku 1936 však bylo nahrazeno DC-2 s. č. 1562, OK-AIC. Po vzniku protektorátu stroje ČLS brzy dolétaly, vzhledem ke skutečnosti, že podle říšského leteckého práva mohla leteckou dopravu zabezpečovat výhradně Deutsche Lufthansa, která převzala zbytek DC-2 společnosti ČLS (, )
Němci předali dva letouny DC-2 společnosti ČLS do Finska. První OK-AIB nesl po záboru německou imatrikulaci D-AAIB a v březnu 1941 se dostal k finské společnosti Aero Oy jako OH-DLA. Od 14. května létal jako OH-LDA se jménem "Voima". V roce 1949 stroj převzalo finské letectvo s označením DO-2 a pojmenovalo "Isoo-Antti". Druhou DC-2 ve Finsku byla OK-AIO, která u Aero Oy sloužila nejprve jako OH-DLB, poté OH-LDB "Sisu" a nakonec u finského letectva s trupovým označením DO-3 a jménem "Pikku-Lassi". Vyřazeny byly v roce 1956.

## Varianty
Několik letounů DC-2 bylo vyrobeno pro vojenské letectvo s několika úpravami:
- 1 XC-32 - 16místný transportní letoun, později létající velitelské stanoviště.
- 18 C-33 - Transportní letoun pro náklad; na konci trupu měl odklápěcí dveře.
- 2 YC-34 - Letoun pro VIP. později přeznačen na C-34.
- 1 C-38 - Upravená verze C-33 s kýlovkou a ocasními plochami jako DC-3. Poháněly ho dva motory Wright R-1820-45 o výkonu 930 hp (694 kW) každý. Původní označení bylo C-33A.
- 35 C-39 - Letoun složený z dílů pro DC-2 a DC-3. Poháněly ho dva motory Wright R-1820-55 o výkonu 975 hp (727 kW) každý
- 1 C-41 - Letoun pro VIP. S motory Pratt & Whitney R-1830-21 o výkonu 1200 hp (895 kW) každý
- 1 C-42 - Letoun pro VIP. S motory Pratt & Whitney R-1830-21 o výkonu 1200 hp (895 kW) každý, plus dva podobné přestavěné C-39.
- R2D - Jeden transportní letoun pro US Navy.
- R2D-1 - Čtyři transportní letouny pro US Navy.

24 dopravních DC-2 na začátku druhé světové války byly označeny C-32A.
- DC-2A - Označení dvou civilních DC-2 s motory Pratt & Whitney Hornet.
- DC-2B - Označení dvou DC-2, prodaných do Polska (LOT). Letoun poháněly dva britské motory Bristol Pegasus VI.

## Dochované stroje

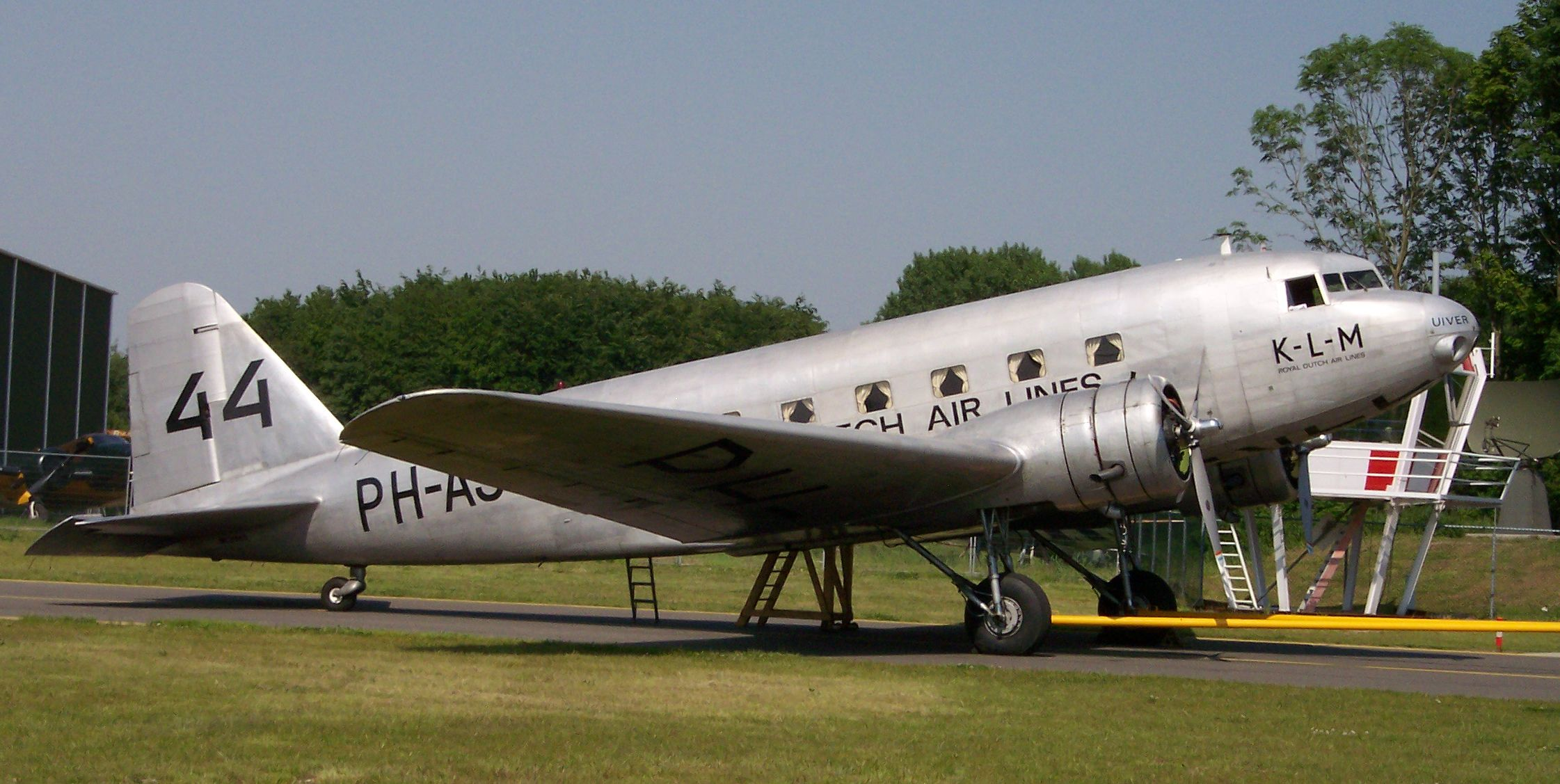
DC-2 - c/n 1404

V současné době už žádný letoun DC-2 není ve službě. Nicméně 4 přežily do 21. století :

- c/n 1404: Aviodrome museum v Lelystadu, Nizozemsko vlastní poslední letuschopný DC-2. Je to bývalý letoun amerického námořnictva, nese znaky KLM a někdy je k vidění na leteckých akcích v Evropě.
 Tento letoun (N39165) je nyní zařazen v USA a je umístěn v Houstonu.
- c/n 1368: Bývalý letoun společnosti Pan Am, který byl používán společností Douglas historical foundation než jí roku 1997 koupil Boeing. Nyní je umístěn v leteckém muzeu v Seattlu.
 Tento letoun (N1934D) nedávno letěl do Santa Maria v Kalifornii pro nový nátěr.
- c/n 1288: Toto je druhý letoun v Nizozemsku, vlastní ho společnost Dutch Dakota Association. Letoun není letuschopný, potřebuje mnoho oprav. Jeho první majitel byla společnost Eastern Air Lines.
- Jeden DC-2 je uchován ve finském muzeu. Jiný letoun bez křídel (c/n 1562) je k vidění v jiném finském muzeu.[1]
- c/n 1292: Tři letouny DC-2 jsou zachovány v Austrálii, tento letoun (c/n 1292) je jeden z deseti, které patřily společnosti Eastern Airlines DC-2, než byly během druhé světové války koupeny australským letectvem jako A30-9; nyní je dáván dohromady v Australském leteckém muzeu.

## Specifikace (DC-2)

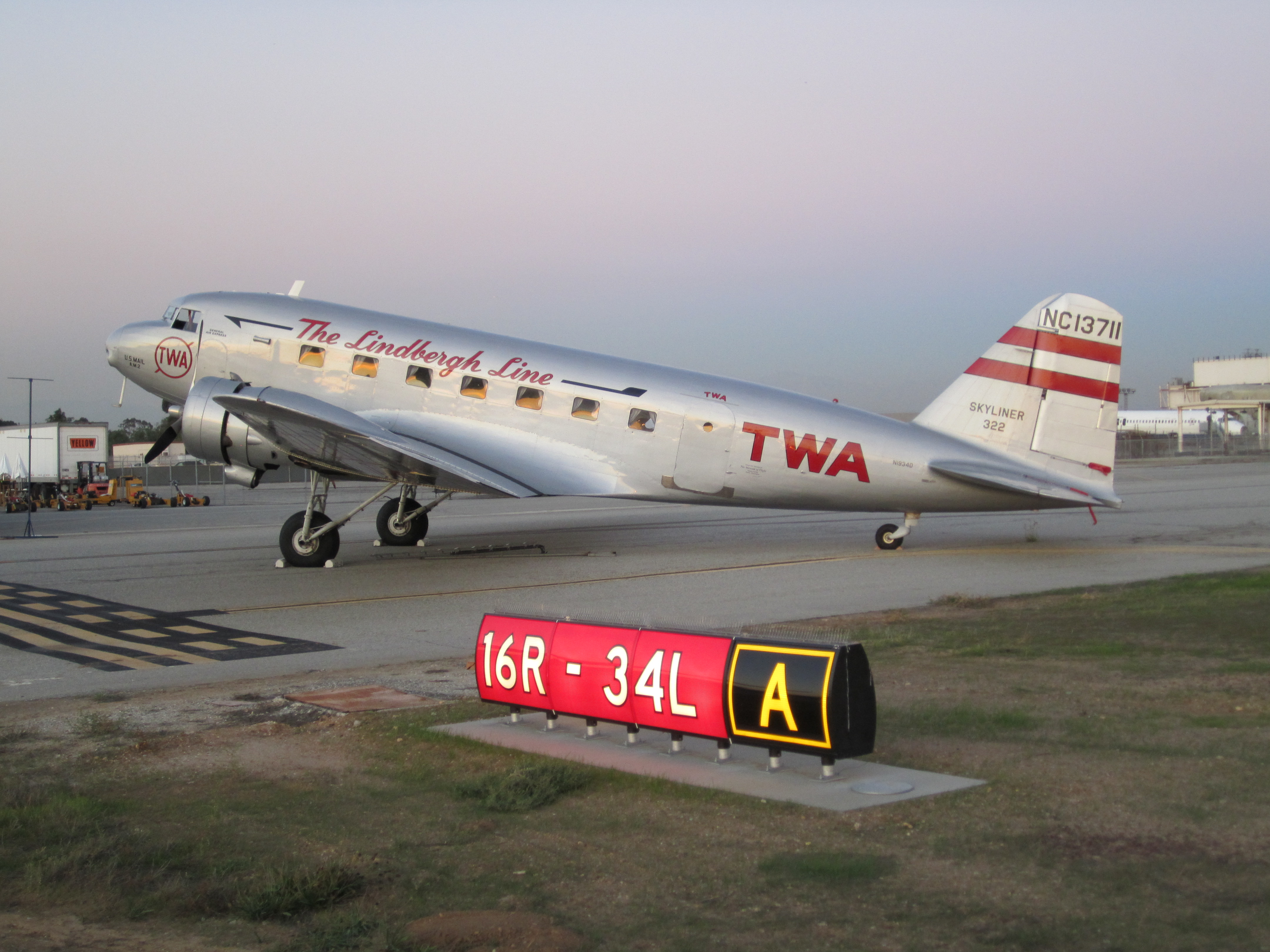
DC-2

### Technické údaje
- Posádka: 2 - 3
- Kapacita: 14 cestujících
- Délka: 19,1 m
- Rozpětí: 25,9 m
- Výška: 4,8 m
- Hmotnost (prázdný): 5 650 kg
- Maximální vzletová hmotnost: 8 420 kg
- Pohonná jednotka: 2× hvězdicový motor Wright Cyclone GR-F53, každý o výkonu 730 hp (540 kW)

### Výkony
- Maximální rychlost: 338 km/h
- Dolet: 1 750 km
- Dostup: 6 930 m
- Stoupavost: 310 m/min